# 代寺镇
代寺镇，是中华人民共和国四川省自贡市富顺县下辖的一个乡镇级行政单位。

## 行政区划
代寺镇下辖以下地区：
代家寺社区、五一村、燎原村、丰光村、李子村、飞轮村、勇谋村、白羊村、明星村、茨蓠村、新建村、二七村、草茂村、巨浪村、勤劳村、甘蔗坝村、白果村、旭光村和天井村。